# トビアス・ベアキート
トビアス・ボルクグレヴィンク・ベアキート（Tobias Borchgrevink Børkeeiet, 1999年4月18日 - ）は、ノルウェー・オスロ出身のサッカー選手。SKラピード・ウィーン所属。ポジションはMF。

## クラブ経歴
5歳の時にスターベクIFのユースアカデミーに入所。2016年にトップチームに昇格し、2018年シーズンより正式にトップチームに定着。3月11日のストレームスゴトセトIF戦でプロデビュー。以降先発に定着し、2018年シーズンはリーグ戦27試合に出場。
2019年7月5日、ブレンビーIFと5年契約を締結。しかし、加入1年目の2019-20シーズンは負傷に苦しみ、リーグ戦6試合の出場で終了。2020-21シーズンも途中出場が大半だったものの、21試合で起用され、同シーズンのデンマーク・スーペルリーガ優勝を経験。3年目の2021-22シーズンは開幕から先発に定着した。
2022年1月25日、ローゼンボリBKに3年契約で移籍した。

## 代表経歴
2016年からユース世代のノルウェー代表に随時招集され、主力として活躍。2018年はUEFA U-19欧州選手権2018に出場。更に2019年には2019 FIFA U-20ワールドカップに出場。同大会はグループCで2連敗で敗退が決まっていたものの、最終戦のホンジュラス戦で12-0の大勝を収めた。